# Медведь (скульптура в Треугольном сквере)
Скульптура медведя в Треугольном сквере — гранитная садово-парковая скульптура в Выборге, одна из двух статуй медведей работы Евы Гюльден, оставшихся от разрушенного в военное время (1941) здания вокзала и включённых в перечень объектов культурного наследия народов РФ. Расположена в Треугольном сквере рядом с Вокзальной площадью на пересечении Ленинградского проспекта, Железнодорожной, Вокзальной улиц и Треугольного переулка.

## История
В 1861 году выборгским губернским землемером Б. О. Нюмальмом был разработан городской план, предусматривавший снос устаревших городских укреплений и формирование сети новых прямых улиц, разделивших территорию бывшего Санкт-Петербургского предместья (на картах XIX века чаще именовалось Петербургским форштадтом) на участки правильной формы. В 1863 году начались работы по прокладке от Выборгского порта Александровской перспективы (ныне Ленинградский проспект) до планируемой Финляндской железной дороги (Санкт-Петербург — Гельсингфорс) путём засыпки части залива материалами от разбираемых куртин и бастионов Рогатой крепости. В соответствии с планом на отвоёванной у залива территории образовалась обширная площадь с примыкающим к ней Треугольным сквером. Первоначально площадь и сквер окружали деревянные дома, но с начала XX века сформировалась каменная застройка: к Треугольному скверу оказались обращены фасады таких зданий, как дом купца Воробьёва, дворец Пиетинена, здание Выборгского финского сберегательного банка, угловой жилой дом и железнодорожный вокзал, возведённый к 1913 году по проекту архитекторов Элиэля Сааринена и Германа Гезелиуса.
Силуэт и оформление гранитного здания в стиле национального романтизма имели много общего с Хельсинкским вокзалом, возведённым теми же архитекторами. Но, если фасад вокзала в Хельсинки украшен изображениями исполинов со светильниками работы Эмиля Викстрёма, то на фасаде выборгского вокзала скульптором Евой Гюльден были размещены изваяния двух женщин с венками, у ног которых располагались две пары медведей. По мнению искусствоведа Е. Е. Кеппа, эта композиция символизировала победу духа над материей. Исследователем А. С. Мысько отмечается многообразие символических значений статуй медведей, включающее роль медведя как посредника между землёй и небом у северных народов, признание его царём зверей в культуре народов Северной Европы, а также почитание медведицы в качестве священного животного и спутницы богини Артемиды (Дианы).

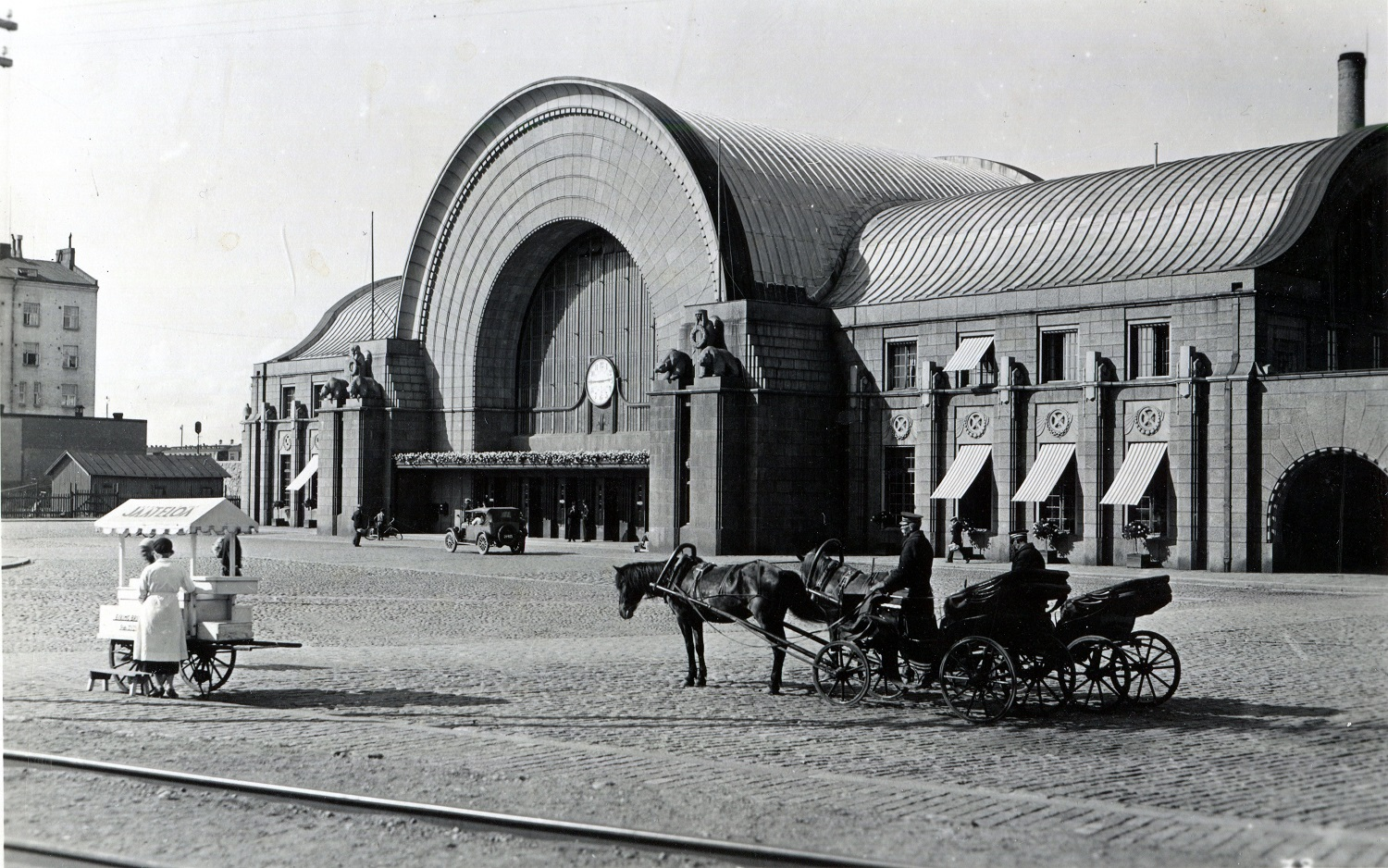
Старый выборгский вокзал
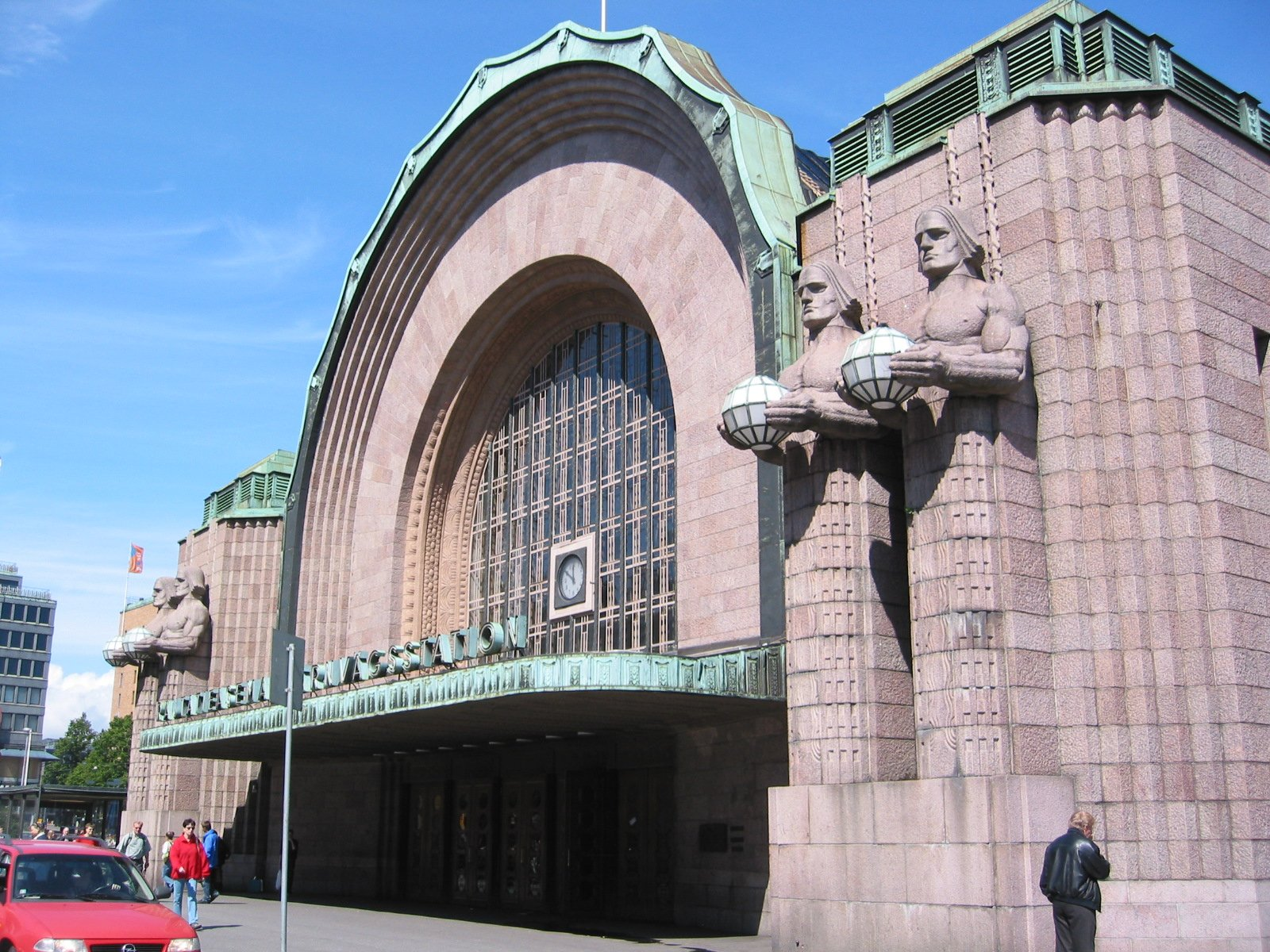
Хельсинкский вокзал
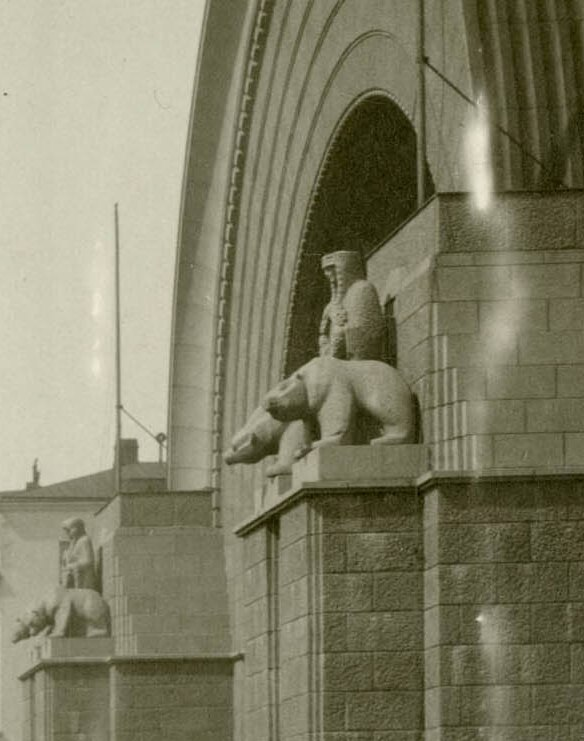
Статуи на фасаде старого выборгского вокзала

Разной оказалась судьба скульптур: хельсинкские исполины приобрели символическое значение, в то время как скульптурные изображения женщин были утрачены в 1941 году вместе с разрушенным в ходе советско-финской войны 1941−1944 г. зданием выборгского вокзала, от которого осталась небольшая часть — багажное отделение, а также две гранитные статуи медведей. Одна из них включена в фонтанную композицию на Театральной площади у собора Петра и Павла. Второй из сохранившихся медведей получил большие повреждения и долгое время находился на складе комбината благоустройства, размещавшемся на Певческом поле. После передачи склада Выборгскому приборостроительному заводу в 1974 году в ходе расчистки Певческого поля на субботнике местные жители перенесли скульптуру на соседнюю детскую площадку во дворе дома в Каменном переулке. А в 2015 году памятник отреставрировали и установили в Треугольном сквере. Эта скульптура охраняется государством в составе исторического поселения город Выборг.